# Cohomologie de Čech
 (avril 2013).
Si vous disposez d'ouvrages ou d'articles de référence ou si vous connaissez des sites web de qualité traitant du thème abordé ici, merci de compléter l'article en donnant les références utiles à sa vérifiabilité et en les liant à la section « Notes et références ».
La cohomologie de Čech est une théorie cohomologique, développée à l'origine par le mathématicien Eduard Čech en faisant jouer au nerf d'un recouvrement sur un espace topologique le rôle des simplexes en homologie simpliciale. On peut définir une cohomologie de Čech pour les faisceaux, ou plus généralement pour les objets d'un site, en particulier une catégorie de schémas munie de la topologie de Zariski.
La cohomologie de Čech vérifie en particulier les axiomes d'Eilenberg-Steenrod, et se reconnecte avec d'autres théories cohomologiques dans plusieurs cas :
- Si X est homotopiquement équivalent à un CW-complexe, sa cohomologie de Čech est naturellement isomorphe à sa cohomologie singulière ;
- Si X est une variété différentielle, sa cohomologie de Čech à coefficients réels est isomorphe à sa cohomologie de De Rham (théorème de De Rham) ;
- Si X est un espace topologique quelconque, sa cohomologie de Čech à coefficients dans un groupe discret est isomorphe à sa cohomologie d'Alexander-Spanier[1] ;
- Il existe toujours une application {\displaystyle H^{n}(X,{\mathcal {F}})\to {\check {H}}^{n}(X,{\mathcal {F}})}, de la cohomologie des faisceaux vers la cohomologie de Čech, qui est un isomorphisme pour n = 0, 1. D'autres liens existent, comme le théorème de Leray (en).

Comme toute théorie cohomologique, la cohomologie de Čech représente une certaine « obstruction » au recollement de solutions locales en une solution globale.

## Définition
On se place dans un site et on considère un schéma X. La cohomologie de Čech à coefficients dans un faisceau {\displaystyle {\mathcal {F}}} est donnée par la limite inductive
{\displaystyle {\check {H}}^{n}(X,{\mathcal {F}}):=\varinjlim _{\mathcal {U}}{\check {H}}^{n}({\mathcal {U}},{\mathcal {F}})}
où {\displaystyle {\mathcal {U}}} parcourt les recouvrements de X donnés par la topologie, ordonnés par raffinement.
Il ne reste alors plus qu'à définir la cohomologie de Čech sur un recouvrement ouvert donné {\displaystyle {\mathcal {U}}=\left\{U_{i}\right\}_{i\in I}}, c'est-à-dire donner les cocycles et cobords correspondants. Pour simplifier, supposons l'ensemble des indices {\displaystyle I} totalement ordonné. Le groupe des k-cochaînes est défini par :
{\displaystyle {\check {C}}^{k}({\mathcal {U}},{\mathcal {F}})=\prod _{i_{0}<\cdots <i_{k}}{\mathcal {F}}\left(U_{i_{0}}\cap \cdots \cap U_{i_{k}}\right)}
En d'autres termes, une k-cochaîne de Čech est une fonction {\displaystyle \alpha } définie sur les k-faces du nerf du recouvrement, telle que les valeurs prises sur les ouverts qui le constituent sont dans {\displaystyle {\mathcal {F}}(U_{i_{0}}\cup \cdots \cup U_{i_{k}})}.
L'opérateur de cobord {\displaystyle \mathrm {d} :{\check {C}}^{k}({\mathcal {U}},{\mathcal {F}})\to {\check {C}}^{k+1}({\mathcal {U}},{\mathcal {F}})} est défini par :
{\displaystyle \mathrm {d} \alpha \left(U_{i_{0}}\cap \cdots \cap U_{i_{k}}\right)=\sum _{j=0}^{k+1}(-1)^{j}\alpha \left(U_{i_{0}}\cap \cdots \cap U_{i_{j-1}}\cap U_{i_{j+1}}\cap \cdots \cap U_{i_{k}}\right)}
On vérifie notamment que {\displaystyle \mathrm {d} \circ \mathrm {d} =0}.
On peut alors définir les groupes de k-cobords et de k-cocycles de la manière classique :
{\displaystyle {\check {B}}^{k}({\mathcal {U}},{\mathcal {F}})=\mathrm {im} \left(\mathrm {d} :{\check {C}}^{k-1}({\mathcal {U}},{\mathcal {F}})\to {\check {C}}^{k}({\mathcal {U}},{\mathcal {F}})\right)}
{\displaystyle {\check {Z}}^{k}({\mathcal {U}},{\mathcal {F}})=\mathrm {ker} \left(\mathrm {d} :{\check {C}}^{k}({\mathcal {U}},{\mathcal {F}})\to {\check {C}}^{k+1}({\mathcal {U}},{\mathcal {F}})\right)}
et le k-ième groupe de cohomologie de Čech est défini comme leur quotient :
{\displaystyle {\check {H}}^{k}({\mathcal {U}},{\mathcal {F}})={\check {Z}}^{k}({\mathcal {U}},{\mathcal {F}})/{\check {B}}^{k}({\mathcal {U}},{\mathcal {F}})}